# روبيرتو بيتيغا
روبيرتو بيتيغا (Roberto Bettega) نائب رئيس نادي يوفنتوس ولاعب كرة قدم سابق في منتخب إيطاليا لكرة القدم، لقب بالريشة البيضاء سجل هدفا مشهورا في مرمى منتخب الأرجنتين لكرة القدم في كأس العالم لكرة القدم 1978 حيث تسبب ذلك الهدف في الخسارة الوحيدة لمنتخب الأرجنتين في ذلك البطولة.

## مسيرته
بدأ في نادي يوفينتوس كلاعب وسط ملعب في فريق البريمافيرا، في سن ال19 أعير الي نادي فاريسي في الدرجة الثانية تحت قيادة المدرب نيلس ليدهولم، ساعد بيتيغا فريقه فاريسي ليصعد لدوري الدرجة الأولي بإحرازه 13 هدفا في البطولة
قال عنه نيلس ليدهولم" أنه لاعب صاحب قوة رياضيه هائلة وإمكانيات بدنية مثيرة للإعجاب، إنه قوي بشكل خاص في الهواء ويستطيع ركل الكرة بكلتا قدميه، كل ما يحتاجه هو بناء الخبرة بعدها سوف يكون قوة لا يستهان بها "
عاد بيتيغا الي اليوفينتوس، بيتيغا بدأ أول مباراة أمام كاتانيا يوم 27 سبتمبر 1970 وسجل هدف الفوز، أنهي بيتيغا هذا الموسم باحرازه 13 هدفا في 28 مباراة، وفي الموسم الذي يليه أحرز 10 أهداف في 14 مباراة.
أحرز هدف أمام فيورينتينا في 27 يناير 1972 وكان هذا الهدف هو الاخير لفترة لأنه خرج مصابا بالتهاب في الرئتين ومراحل أولي من مرض السل، ولكنه عاد سريعا في 24 سبتمبر من نفس العام ليقود الفريق للقب التالي علي التوالي في هذا الموسم
مع مجئ جيوفاني تراباتوني في عام 1976 وجد بيتيغا نفسه المهاجم الأول في تشكيلة البيانكونيري خاصة مع رحيل اللاعب بييترو أناستازي الذي رحل إلي انتر ميلانو في صيف ذلك الموسم.
```
مسيرته الدولية 
```

تلقي بيتيغا أول استدعاء للمنتخب الإيطالي في عام 1975 أمام فنلندا، كان ضمن تشكيلة منتخب إيطاليا في كأس العالم 1978، وكان بالطبع سيكون في تشكيلة المنتخب الإيطالي المتوج بلقب كأس العالم عام 1982 لولا إصابته بتمزق في أربطة الركبة إثر تدخل مع حارس مرمي إندرلخت البلجيكي في كأس الاتحاد الأوروبي عام 1981
استعاد لياقته بعد ذلك ولعب مع يوفينتوس موسم 1982-1983 ثم أعلن اعتزاله اللعب في أوروبا بعد خسارة الكأس الأوروبي أمام هامبورغ في أثينا عام 1983، لعب بعد ذلك موسمين مع تورونتو بليزارد
إجمالا لعب بيتيغا للمنتخب الإيطالي 42 مباراة محرزا 19 هدف.

## روابط خارجية
- روبيرتو بيتيغا على موقع الاتحاد الدولي (مؤرشف)  (الإنجليزية)
- روبيرتو بيتيغا على موقع قاعدة بيانات كرة القدم.إي يو (الإنجليزية)
- روبيرتو بيتيغا على موقع ناشيونال فوتبول تيمز (الإنجليزية)
- روبيرتو بيتيغا على موقع عالم كرة القدم.نت (الإنجليزية)
- روبيرتو بيتيغا على موقع كووورة
- روبيرتو بيتيغا على موقع CONI honoured athlete website (الإيطالية)